# Brychosoma areolatum
Brychosoma areolatum är en tvåvingeart som först beskrevs av Walker 1857.  Brychosoma areolatum ingår i släktet Brychosoma och familjen svävflugor. Inga underarter finns listade i Catalogue of Life.